# Мендыкаринский район
Мендыкаринский район (каз. Меңдіқара ауданы) — административно-территориальная единица в Костанайской области Казахстана.
Административный центр района — село Боровской.

## География
Мендыкаринский район расположен на севере Костанайской области, большей частью в междуречье Тобола и его правого притока Убагана. Граничит на востоке с Узункольским районом, на юго-востоке — с Сарыкольским районом, на юге — с Алтынсаринским районом, на юго-западе — с Костанайским районом, на западе — с Фёдоровским районом, на севере — с Курганской областью России.
Климат резко континентальный. Средние температуры января — −17…-18 °C, июля — 20…22 °C. Среднегодовое количество осадков — 300—350 мм.
Район располагается в лесостепной зоне. Рельеф равнинный. Почвы чернозёмные и каштановые.
По территории района протекают реки Тобол, Убаган, Уй. Имеется множество озёр, крупнейшие — Тениз, Алаколь.

## История
Название района связано с именем бия Мендыкары, жившего в XIX веке у урочища Сара-Камыс. За справедливость в суждениях, острый ум и благородство души соплеменники признали его народным судьей и обращались к нему за разрешением различных споров.
Предшественником Мендыкаринского района был Боровской район Кустанайской губернии, существовавший в 1921—1922 годах.
3 сентября 1928 года в составе Кустанайского округа были утверждены Боровской район и Мендыгаринский район.
17 декабря 1930 года Боровской район был присоединён к Мендыгаринскому, а Мендыгаринский район перешёл в прямое подчинение Казакской АССР.
10 марта 1932 года Мендыгаринский район отошёл к Актюбинской области, а 29 июля 1936 года — к Кустанайской.
В 1941—1945 годах на фронт из района ушли 8360 человек, 4323 из них не вернулись. Звания Героя Советского Союза были удостоены П. В. Чигадаев, П. Е. Огнев, полным кавалером ордена Славы стал Н. Л. Михайленко.
27 ноября 1957 года к Мендыгаринскому району была присоединена часть территории упразднённого Введенского района.
В 1950-х годах в районе было освоено 432 тыс. га целинных земель. Были построены центральные усадьбы совхозов «им. Будённого», «Краснопартизанский», «Харьковский».
В 1963 году Мендыгаринский район был переименован в Боровской.
4 мая 1993 года Боровской район был переименован в Мендыкаринский.

## Население
По данным переписи населения СССР 1939 года население района составляло 39 724 человека.
По данным переписи населения Казахстана 1999 года население района составляло 39 632 человека. По данным переписи 2009 года в районе проживало 32 016 человек. По данным переписи 2021 года, в районе проживало 22 547 человек.

### Национальный состав
Национальный состав Мендыкаринского района по переписи 1939 г.
| Национальность / район (населенный пункт) | Численность | Численность                | Численность |
| Национальность / район (населенный пункт) | весь район  | с. Боровое/ Боровское (рц) | прочие села |
| Всего                                     | 39.724      | 5.765                      | 33.959      |
| Русские                                   | 16.474      | 3.932                      | 12.542      |
| Казахи                                    | 12.182      | 851                        | 11.331      |
| Украинцы                                  | 7.971       | 638                        | 7.333       |
| Немцы                                     | 1.559       | 30                         | 1.529       |
| Татары                                    | 317         | 160                        | 157         |
| Корейцы                                   | 115         | 17                         | 98          |
| Прочие                                    | 1106        | 137                        | 969         |

Источник:
- РГАЭ РФ (быв. ЦГАНХ СССР), фонд 1562, опись 336, Д.Д. 966—1001 («Национальный состав населения по СССР, республикам, областям, районам»), Д.Д. 256—427 (табл. 26 «Национальный состав населения районов, районных центров, городов и крупных сельских населенных пунктов»)

Национальный состав Мендыкаринского района (на начало 2019 года):
- русские — 14 343 чел. (52,58 %)
- казахи — 9910 чел. (36,33 %)
- украинцы — 1199 чел. (4,40 %)
- немцы — 607 чел. (2,23 %)
- белорусы — 390 чел. (1,43 %)
- татары — 395 чел. (1,45 %)
- башкиры — 87 чел. (0,32 %)
- азербайджанцы — 104 чел. (0,38 %)
- другие — 244 чел. (0,89 %)
- Всего — 27 279 чел. (100,00 %)

## Административно-территориальное деление
В июле 1936 года, в год перевода Мендыгаринского района из Актюбинской области в Кустанайскую область, район включал в себя следующие сельсоветы: Акжарский, Алешинский, Балыктинский, Боровской, Введенский, Долбушинский, Ершовский, Каменский, Каракугинский, Кзыл-Туйский, Кос-Аральский, Михайловский, Надеждинский, Октябрьский, Сосновский, Татьяновский, Тенизовский, Тобольский, Чернышевский, Яснополянский.
В октябре 1939 года Балыктинский, Ершовский, Октябрьский, Яснополянский сельсоветы были переданы в Узункольский район.
На 1 января 1940 года Мендыгаринский район включал в себя Акжарский, Алешинский, Боровской, Долбушинский, Каменский, Каракугинский, Кзылтуский, Косаральский, Михайловский, Надеждинский, Первомайский, Сосновский, Татьяновский, Тенизовский и Тобольский сельсоветы. В этом же году Косаральский аулсовет был передан в Фёдоровский район.
В мае 1944 года Акжарский, Алешинский, Введенский, Каменский, Надеждинский, Тобольский сельсоветы были переданы в Введенский район. Кзыл-Туйский аулсовет был упразднён, а его территория передана в состав Сосновского сельсовета. Центра Тенизовского сельсовета был перенесён из посёлка Аяк-Молдыбай в посёлок Новониколаевка. Параллельно образовываются Борковский и Ломоносовский поселковые советы.
На октябрь 1956 года Мендыгаринский район включал в себя следующие сельские советы: Борковский, Боровской, Долбушинский, Каракугинский, Ломоносовский, Михайловский, Первомайский, Сосновский, Татьяновский, Тенизовский. В том же году был упразднён Борковский поселковый совет, а центр Первомайского сельского совета перенесён из посёлка Ивановка в посёлок Сталинский.
В ноябре 1957 года из Введенского района были переданы Алешинский, Введенский, Каменский, Тобольский сельские советы.
В 1958 году упразднён Тобольский сельсовет.
В 1962 году упразднён Долбушинский сельсовет. Населённые пункты Карамай, Григорьевка переданы Ломоносовскому; Маковка, Каменка, Бородиновка, Чоптыкуль, Утей, Бажбеновка Введенскому; Долбушка, Алакуль Первомайскому; кордоны Силаева, Любимова Тенизовскому; Шиели, Коктерек, Аксирак, кордон Кущий Сосновскому сельсоветам. Каменский сельсовет был переименован в Вишнёвый, Татьяновский в Борковский, а населённый пункт Сталинский в Первомайский сельсоветы.
В 60-е годы XX столетия на территории района было образовано два новых сельсовета, первому было дано название Каменск-Уральский, а второму — Боровской.
15 июля 1994 года в границах бывших сельсоветов были образованы сельские округа, включившие в себя несколько населённых пунктов: Алешинский, центр — село Молодёжное, сёла: Молодёжное, Алешинка, Алкау, Басагаш, Луговое, Тулеген; Борковский, центр — село Борки, сёла: Борки, Кумтобе, Новоборковское, Татьяновка; Будённовский, центр — село Будённовка, сёла: Будённовка, Кызылту, Маковка; Введенский, центр — село Введенка, сёла: Введенка, Загаринка, Каменка, Каренинка, Милютинка; Каменскуральский, центр — село Каменскуральское, сёла: Каменскуральское, Аксирак, Аксуат, Жусалы, Коктерек, Шиели; Каракогинский, центр — село Узынагаш, сёла: Байгожа, Жапалак, Жаркайын, Каражар, Кульчукай, Туленгут; Краснопресненский, центр — село Красная Пресня, сёла: Красная Пресня, Балыкты, Лоба, Молодёжное, Целинное; Ломоносовский, центр — село Каскат, сёла: Каскат, Карамай, Лютинка, Уразовка; Михайловский, центр — село Михайловка, сёла: Михайловха, Архиповка, Степановка; Первомайский, центр — село Первомайское, сёла: Первомайское, Долбушка, Ивановка, Красносельское, Лесное, Расколь, Русское, Чернышевка; Сосновский, центр — село Харьковское, села: Харьковское, Никитинка, Приозерное, Сосна; Тенизовский, центр — село Тенизовское, сёла: Тенизовское, Новониколаевка, Талапкер. Этим же постановлением исключён из административно-территориального деления области посёлок Камышный; посёлок Мокрое, село Притобольское утратили статус самостоятельности административно-территориальных единиц и вошли в состав ближайших поселений. Рабочий посёлок Боровской отнесён к категории посёлков как административный центр бывшего поссовета.
Решением Костанайского облмаслихата Костанайской области от 28 августа 1998 года изменены границы: Ломоносовского сельского округа, включением территории сел Шиели, Коктерек; Каменск-Уральского сельского округа; посёлка Боровской, включением в его состав территории села Лесхоз; Первомайского сельского округа. Село Лесхоз исключено из учётных данных.
По данным на 1 января 2008 года Мендыкаринский район состоял из: посёлка Боровской, сельских округов: Алешинский в составе сёл: Молодёжное, Алешинка, Алкау, Басагаш, Луговое; Борковский в составе сёл: Борки, Кумтобе, Новоборковское, Татьяновка; Будённовский в составе сёл: Будённовка, Кызылту, Маковка; Введенский в составе сёл: Введенка, Загаринка, Каменка, Каренинка, Милютинка; Каменскуральский в составе сёл: Каменскуральское, Аксирак, Аксуат, Жусалы; Каракогинский в составе сёл: Узынагаш, Байгожа, Жапалак, Жаркайын, Кульчукай, Туленгут; Краснопресненский в составе сёл: Красная Пресня, Балыкты, Лоба, Молодёжное, Целинное; Ломоносовский в составе сёл: Каскат, Карамай, Каражар, Коктерек.
По данным на 1 января 2024 года Мендыкаринский район состоит 11 сельских округов, в составе которых находится 34 села:
| Сельские округа                  | Населённые пункты                                                                 |
| Алешинский сельский округ        | село Молодёжное, село Алешинка, село Алкау                                        |
| Село Боровской                   | село Боровской                                                                    |
| Буденновский сельский округ      | село Буденновка, село Кызылту                                                     |
| Введенский сельский округ        | село Введенка, село Загаринка                                                     |
| Каракогинский сельский округ     | село Узынагаш, село Кульчукай, село Туленгут, село Байгожа                        |
| Краснопресненский сельский округ | село Красная Пресня, село Балыкты, село Лоба, село Молодёжное                     |
| Ломоносовский сельский округ     | село Каскат, село Коктерек, село Шиели                                            |
| Михайловский сельский округ      | село Михайловка, село Степановка, село Архиповка, село Борки                      |
| Первомайский сельский округ      | село Первомайское, село Долбушка, село Лесное, село Чернышевка, село Ивановка     |
| Сосновский сельский округ        | село Харьковское, село Сосна, село Приозёрное, село Каменскуральское, село Аксуат |
| Село Тенизовское                 | село Тенизовское                                                                  |

## Знаменитые уроженцы и жители
- Манаш Кабашевич Козыбаев — историк, академик.
- Хакимжан Есмаханович Наурызбаев — скульптор, академик, народный художник Казахской ССР.
- Камшат Байгазиновна Доненбаева — Герой Социалистического труда, первая женщина-тракторист.
- Сайран Балкенович Буканов — Герой труда Казахстана.
- Оразак Исмагулович Исмагулов — антрополог, основатель национальной школы, исследователь генетической структуры популяций.
- Василий Иванович Чеченин — участник Великой Отечественной войны, Герой Социалистического Труда.